# 平溪镇 (黄平县)
平溪镇，是中华人民共和国贵州省黔东南苗族侗族自治州黄平县下辖的一个乡镇级行政单位。

## 行政区划
平溪镇下辖以下地区：
平溪村、红龙村、小地村、皇妹山村、翁岩村、大寨村、亚印村、长岭村、川岩村和农丰村。